# Bracon macrostigma
Bracon macrostigma är en stekelart som beskrevs av Lucas Friedrich Julius Dominikus von Heyden 1858. Bracon macrostigma ingår i släktet Bracon och familjen bracksteklar. Inga underarter finns listade.